# Criollo chagosiano
El criollo chagosiano (también créole îlois, kreol Ilwa, o simplemente Ilwa) es una lengua criolla del idioma francés hablada por el pueblo chagosiano, los habitantes originarios del archipiélago de Chagos en el océano Índico. Originado a principios de los años 1900, hacia 1994 todavía se hablaba por los menos de 1.800 habitantes que habían sido desalojados entre las décadas de 1960 y 1970. En la actualidad se habla principalmente en Mauricio y las Seychelles. También hay una pequeña comunidad de habla chagosiana en el Reino Unido. El idioma está en peligro.
Su código de idioma IETF es el cpf-dg.